# Гюмели, Джемре
Джемре́ Гюмели́ (тур. Cemre Gümeli; род. 24 сентября 1993, Стамбул) — турецкая актриса

 театра, кино и телевидения, танцовщица

 и фотомодель.

## Биография
Джемре Гюмели родилась 24 сентября 1993 года в Стамбуле (Турция). В детстве она занималась балетом. Гюмели изучала медиа, коммуникацию и управление культурой в Стамбульском университете Билги. Была студенткой по обмену в Нью-Йорке (США), где изучала актёрское мастерство и историю искусства по системе Мейснера.

## Карьера
Гюмели работала шекспировской актрисой. Она сыграла роль Пак в комедии «Сон в летнюю ночь» (2015) в постановке Джагхана Сузгуна в театре Ыстасион и роль леди Анны в пьесе «Ричард III» (2017—2019) в постановке Йигита Сертдемира в театре Кумбараджи 50.
В 2011 году Гюмели появилась в фильме «Игра Геры» режиссёра Кыванча Сезера. В 2016 году она получила роль Симай в телесериале «Сладкая месть», а в 2018 году сыграла роль Ханде Феттах в мини-сериале «Удача». С 2018 по 2019 год играла роль Джансу Кара в телесериале «Не отпускай мою руку». С 2019 по 2020 год она играла в веб-сериале «Пума». В 2020 году присоединилась к актёрскому составу телесериала «Мистер Ошибка», в котором сыграла роль адвоката Дениз Копаран. С 2021 по 2022 год исполняла роль Мерьем в телесериале «Барбаросса: Меч Средиземноморья».

## Фильмография
| Год       |   | Русское название                | Оригинальное название                | Роль               |
| --------- | - | ------------------------------- | ------------------------------------ | ------------------ |
| 2011      | ф | Игра Геры                       | Game of Hera                         |                    |
| 2016      | с | Сладкая месть                   | Tatlı İntikam                        | Симай              |
| 2018      | с | Удача                           | Servet                               | Ханде Феттах       |
| 2018—2019 | с | Не отпускай мою руку            | Elimi Bırakma                        | Джансу Кара / Явуз |
| 2019—2020 | с | Пума                            | Puma                                 |                    |
| 2020      | с | Мистер Ошибка                   | Bay Yanlış                           | Дениз Копаран      |
| 2021—2022 | с | Барбаросса: Меч Средиземноморья | Barbaros: Sword of the Mediterranean | Мерьем             |
| 2023      | с | Столетнее чудо                  | Yüz Yıllık Mucize                    | Сюрейя в молодости |
| 2023      | с | Зимородок                       | Yalı Çapkını                         | Талих Озгюн        |

## Театральные роли
| Год       | Название          | Роль      | Режиссёр        | Театр               |
| --------- | ----------------- | --------- | --------------- | ------------------- |
| 2015      | Сон в летнюю ночь | Пак       | Джагхан Сузгун  | театр Ыстасион      |
| 2017—2019 | Ричард III        | Леди Анна | Йигит Сертдемир | театр Кумбараджи 50 |